# Mannings Heath
Mannings Heath – wieś w Anglii, w hrabstwie West Sussex, w dystrykcie Horsham. Leży 42 km na północny wschód od miasta Chichester i 53 km na południe od Londynu.